# Oferta pública d'adquisició
Una oferta pública d'adquisició (coneguda pel seu acrònim normalitzat OPA) és una operació borsària per la qual una persona física o jurídica ofereix als accionistes d'una empresa comprar-los les seves accions a un preu superior al seu valor de cotització, amb l'objectiu de tenir-ne una participació majoritària. A grans trets, té l'objectiu d'eliminar l'empresa comprada del mercat i de reduir la competència empresarial en un sector econòmic determinat.
Aquesta operació pot realitzar-se amb l'aprovació de la direcció de l'empresa (OPA amistosa), o bé sense que en tingui la seva acceptació (OPA hostil), entre altres tipus d'opa. A Espanya, la legislació marca que l'oferta pública d'adquisició ha de ser comunicada a tots els accionistes públicament, així com a l'òrgan regulador del mercat de valors (CNMV), que ha de ser l'encarregat de dur a terme el control administratiu de l'operació.